# Rogie Vachon
Rogatien Rosaire Vachon, detto Rogie (Palmarolle, 8 settembre 1945), è un ex hockeista su ghiaccio canadese.

## Biografia
Nel corso della sua carriera ha giocato con Montreal NDG Monarchs, Montreal Jr. Canadiens, Thetford Mines Aces, Quebec Aces (1965/66), Houston Apollos (1966/67), Montreal Canadiens (1966-1972), Los Angeles Kings (1971-1978), Detroit Red Wings (1978-1980) e Boston Bruins (1980-1982).
Si è aggiudicato il Vezina Trophy nel 1968.
Nel 2016 è stato inserito nella Hockey Hall of Fame.